# Marek Ojrzanowski
Marek Konrad Ojrzanowski (ur. 11 października 1951 w Wolborzu) – polski oficer dyplomowany wojsk rakietowych i artylerii, generał brygady Sił Zbrojnych Rzeczypospolitej Polskiej.

## Wykształcenie
W latach 1969–1973 studiował w Wyższej Szkole Oficerska Wojsk Rakietowych i Artylerii w Toruniu. Wiosną 1974 roku ukończył kurs przekwalifikowania na rakiety taktyczne. W maju 1984 roku ukończył kurs dowódców dywizjonów rakiet taktycznych, a w grudniu tego roku, w Leningradzie, kurs przeszkolenia rakiet taktycznych systemu „Toczka”.
W 1982 roku ukończył Akademię Sztabu Generalnego w Warszawie i uzyskał tytuł oficera dyplomowanego.
W 1992 roku zakwalifikowany został na kurs dowódców pułków. W 1998 w Akademii Obrony Narodowej ukończył kurs taktyczno-operacyjny integracji z NATO. Ukończył również specjalistyczne kursy za granicą. Były to: w 1997 kurs terminologii NATO w Brunsum, w 1999 specjalistyczny kurs języka angielskiego w Lackland Air Force Base, w 2004 kurs oficerów flagowych w Rzymie.
W latach 1999–2000 studiował w Akademii Wojennej Wojsk Lądowych Stanów Zjednoczonych w Carlisle.
W 2013 roku ukazała się książka autorstwa Marka Konrada Ojrzanowskiego Baczność! Spocznij! Meandry i wyzwania. Wspomnienia i refleksje ze służby wojskowej 1969–2011.

## Stanowiska służbowe
- dowódca zespołu wyrzutni Łuna-M 22 dywizjonu rakiet taktycznych (1973–1974)
- dowódca baterii startowej w 22 drt (1974–1979)
- starszy pomocnik szefa artylerii 16 Dywizji Pancernej (1982–1983)
- dowódca 7 dywizjonu rakiet taktycznych (1983–1989)
- szef sztabu 18 Polowej Technicznej Bazy Rakietowej (1989–1990)
- dowódca 2 pułk artylerii (1990–1992)
- szef artylerii 12 Dywizji Zmechanizowanej (1992–1995) i (1996–1997)
- szef sztabu batalionu Polskiego Kontyngentu Wojskowego w Libanie (1995–1996)
- dowódca PKW w Libanie (1997–1998)
- szef wydziału 12 Dywizji Zmechanizowanej (2000)
- zastępca szefa sztabu POW ds. organizacyjno-mobilizacyjnych (2000–2001)
- asystent szefa sztabu 1 Korpusu Zmechanizowanego (2001–2002)
- szef Zarządu Operacji Lądowych w Dowództwie Wojsk Lądowych (2002)
- dowódca 12 Brygady Zmechanizowanej (2002–2003 i 2004–2005)
- dowódca brygady Polskiego Kontyngentu Wojskowego w Iraku (2003–2004)
- zastępca szefa Zarządu Współpracy i Bezpieczeństwa Regionalnego w Międzynarodowym Sztabie Wojskowym w Belgii (2005–2006)
- dyrektor Departamentu Transformacji (2007–2008)
- Narodowy Przedstawiciel Łącznikowy w ACT Norfolk w USA (2008–2011)[4]

## Awanse
- podporucznik – 1973
- porucznik – 1976
- kapitan – 1980
- major – 1985
- podpułkownik – 1989
- pułkownik – 1993
- generał brygady – 2003[5][6]

## Ordery i odznaczenia
- Krzyż Kawalerski Orderu Odrodzenia Polski (2001)
- Złoty Krzyż Zasługi (1992)
- Srebrny Krzyż Zasługi (1986)
- Gwiazda Iraku (2011)[7]
- Złoty Medal „Siły Zbrojne w Służbie Ojczyzny” (2001)
- Srebrny Medal „Siły Zbrojne w Służbie Ojczyzny” (1983)
- Brązowy Medal „Siły Zbrojne w Służbie Ojczyzny” (1978)
- Złoty Medal „Za zasługi dla obronności kraju” (1995)
- Srebrny Medal „Za Zasługi dla Obronności Kraju” (1987)
- Brązowy Medal „Za Zasługi dla Obronności Kraju” (1978)
- Medal W Służbie Pokoju UNIFIL (1995)
- Medal Pamiątkowy Wielonarodowej Dywizji Centrum-Południe w Iraku (2004)
- Odznaka Ziemi Koszalińskiej (1988)
- Odznaka Honorowa Gryfa Pomorskiego (2004)